# Desmoscelis
Desmoscelis é um género botânico pertencente à família Melastomataceae.